# La Furia de Monterrey
La Furia de Monterrey fue un equipo de fútbol creado rápidamente en el 2003 que jugaba en la Major Indoor Soccer League por un grupo de empresarios neoleoneses, con sede en la Arena Monterrey.

## Historia
Este equipo surgió después de que la liga excluyera al primer equipo de la ciudad (La Raza) por no contar con un lugar para jugar con la capacidad mínima que exigía el reglamento de la liga. En esta misma temporada de 2003 la directiva del equipo tuvo diferencias con la administración de la MISL por lo que se les retiró el contrato y el equipo estuvo a punto de desaparecer, sin embargo el interés de Sinergia Deportiva grupo empresarial encabezado por la cementera regiomontana CEMEX hizo que se mantuviera un par de semanas más bajo el nombre de «Monterrey Tigres» y todo indicaba a que Sinergia Deportiva se haría con la administración del equipo, pues uno de sus dirigentes, Miguel Ángel Garza, vicepresidente de los Tigres de la UANL, fue en su momento el vicepresidente del equipo de fútbol rápido La Raza. Sin embargo la empresa decidió concentrarse exclusivamente en el equipo de fútbol mexicano que ya administra y dejar de lado el fútbol rápido, por lo que el equipo desapareció esa misma temporada y sus jugadores fueron repartidos entre los equipos restantes de la MISL.